# All-Star Game de la NBA 1958

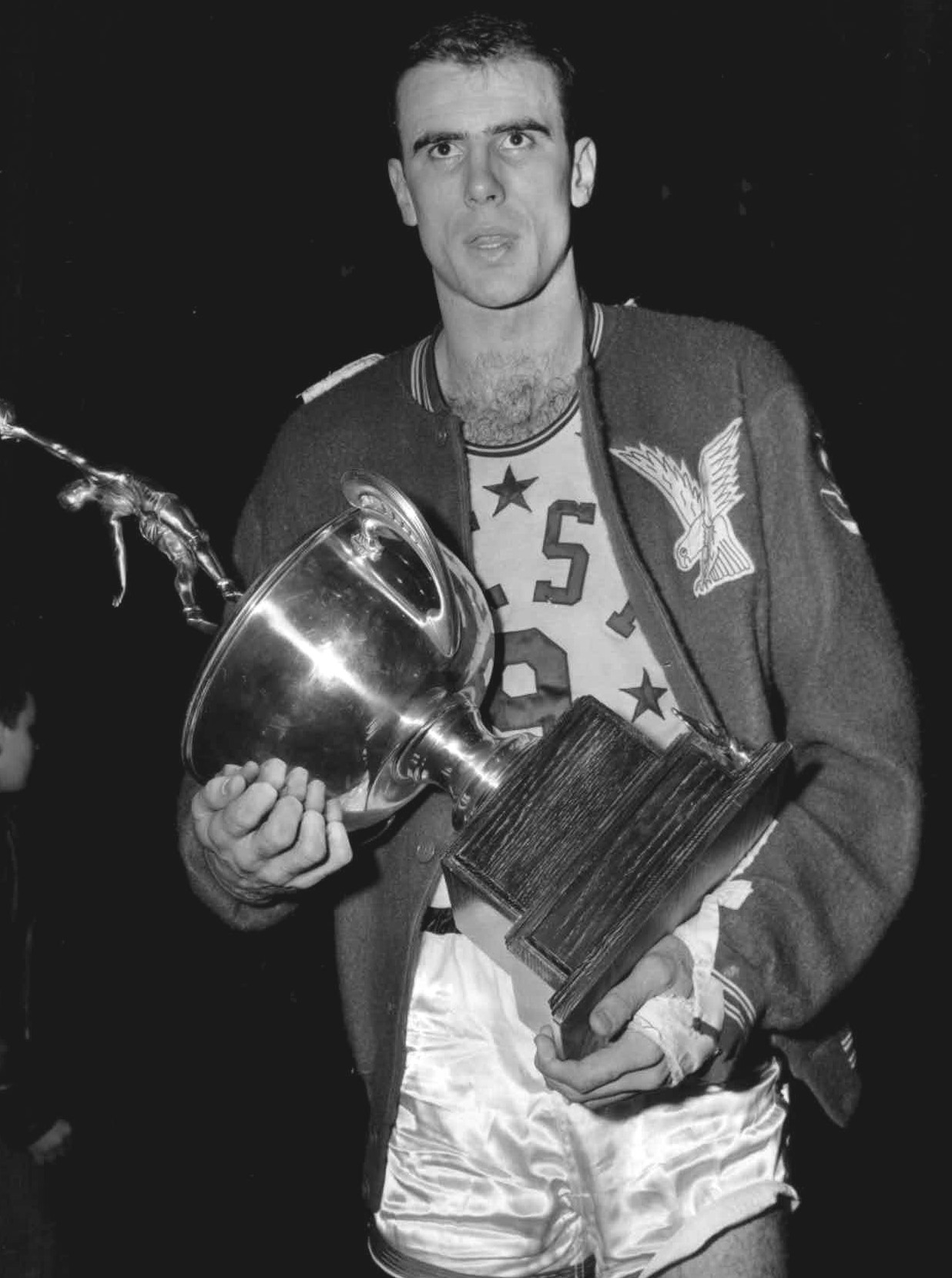
Bob Petitt después de haber ganado el premio de mejor jugador en el "All-Star Game" de la NBA de 1958

El 8.º All-Star Game de la NBA de la historia se disputó el día 21 de enero de 1958 en el Kiel Auditorium de la ciudad de San Luis, Misuri. El equipo de la Conferencia Este estuvo dirigido por Red Auerbach, entrenador de Boston Celtics, y el de la Conferencia Oeste por Alex Hannum, de St. Louis Hawks. La victoria correspondió al equipo del Este, por 130–118, siendo elegido MVP del All-Star Game de la NBA por segunda vez en su carrera el ala-pívot de los Hawks Bob Pettit, que consiguió 28 puntos y 26 rebotes, siendo el primer jugador de un equipo perdedor que se llevaba tal galardón. El partido fue seguido en directo por 12.854 espectadores. El combate estuvo igualado hasta el último cuarto, cuando el Este logró un parcial de 38–25 que fue definitivo. Destacaron en el equipo ganador el jugador de Philadelphia Warriors Paul Arizin, con 24 puntos, y el base de Boston Bob Cousy, con 20.

## Estadísticas

### Conferencia Oeste
| CONFERENCIA OESTE          |                                        |                                        |                                        |                                        |                                        |                                        |                                        |                                        |
| Jugador, Equipo            | MIN                                    | TCA                                    | TCI                                    | TLA                                    | TLI                                    | REB                                    | AST                                    | PTS                                    |
| George Yardley, Detroit    | 32                                     | 8                                      | 15                                     | 3                                      | 5                                      | 9                                      | 1                                      | 19                                     |
| Jack Twyman, Cincinnati    | 25                                     | 8                                      | 13                                     | 2                                      | 2                                      | 3                                      | 0                                      | 18                                     |
| Bob Pettit, St. Louis      | 38                                     | 10                                     | 21                                     | 8                                      | 10                                     | 26                                     | 1                                      | 28                                     |
| Slater Martin, St. Louis   | 26                                     | 2                                      | 9                                      | 2                                      | 4                                      | 2                                      | 8                                      | 6                                      |
| Dick Garmaker, Minneapolis | 13                                     | 1                                      | 9                                      | 3                                      | 3                                      | 6                                      | 1                                      | 5                                      |
| Maurice Stokes, Cincinnati | 36                                     | 3                                      | 13                                     | 4                                      | 7                                      | 14                                     | 3                                      | 10                                     |
| Larry Foust, Minneapolis   | 13                                     | 1                                      | 4                                      | 8                                      | 8                                      | 3                                      | 0                                      | 10                                     |
| Gene Shue, Detroit         | 25                                     | 8                                      | 11                                     | 2                                      | 3                                      | 2                                      | 0                                      | 18                                     |
| Dick McGuire, Detroit      | 31                                     | 2                                      | 4                                      | 0                                      | 0                                      | 7                                      | 10                                     | 4                                      |
| Cliff Hagan, St. Louis     | Seleccionado, pero no jugó por lesión. | Seleccionado, pero no jugó por lesión. | Seleccionado, pero no jugó por lesión. | Seleccionado, pero no jugó por lesión. | Seleccionado, pero no jugó por lesión. | Seleccionado, pero no jugó por lesión. | Seleccionado, pero no jugó por lesión. | Seleccionado, pero no jugó por lesión. |
| Totales                    | 240                                    | 43                                     | 99                                     | 32                                     | 42                                     | 72                                     | 24                                     | 118                                    |

MIN: Minutos. TCA: Tiros de campo anotados. TCI: Tiros de campo intentados. TLA: Tiros libres anotados. TLI: Tiros libres intentados. REB: Rebotes. AST: Asistencias. PTS: Puntos

### Conferencia Este
| CONFERENCIA ESTE            |     |     |     |     |     |     |     |     |
| Jugador, Equipo             | MIN | TCA | TCI | TLA | TLI | REB | AST | PTS |
| Dolph Schayes, Syracuse     | 39  | 6   | 15  | 6   | 6   | 9   | 2   | 18  |
| Willie Naulls, New York     | 15  | 3   | 9   | 2   | 2   | 3   | 0   | 8   |
| Bill Russell, Boston        | 26  | 5   | 12  | 1   | 3   | 11  | 2   | 11  |
| Bob Cousy, Boston           | 31  | 8   | 20  | 4   | 6   | 5   | 10  | 20  |
| Bill Sharman, Boston        | 25  | 6   | 19  | 3   | 3   | 4   | 3   | 15  |
| Ken Sears, New York         | 14  | 4   | 8   | 4   | 5   | 1   | 0   | 12  |
| Paul Arizin, Philadelphia   | 29  | 11  | 17  | 2   | 2   | 8   | 2   | 24  |
| Neil Johnston, Philadelphia | 22  | 6   | 13  | 2   | 2   | 8   | 1   | 14  |
| Richie Guerin, New York     | 22  | 2   | 10  | 3   | 4   | 8   | 7   | 7   |
| Larry Costello, Syracuse    | 17  | 0   | 6   | 1   | 1   | 1   | 4   | 1   |
| Totales                     | 240 | 51  | 129 | 28  | 34  | 58  | 31  | 130 |

MIN: Minutos. TCA: Tiros de campo anotados. TCI: Tiros de campo intentados. TLA: Tiros libres anotados. TLI: Tiros libres intentados. REB: Rebotes. AST: Asistencias. PTS: Puntos